# Terzaghi (famiglia)
Il Casato dei Terzaghi è una famiglia nobile di Milano e della Lombardia, i cui membri rivestirono cariche, in particolare durante il dominio dei Visconti. Il ramo più rilevante fu sicuramente quello dei feudatari di Gorla Superiore e Gorla Inferiore, al quale si affiancò quello dei Conti e poi Marchesi di Morazzone e Gornate Inferiore che ad ogni modo pare non avere parentela col primo.

## Storia
L'origine comune di tutte le ramificazioni della casata dei Terzaghi presenti in Lombardia si fa probabilmente risalire al luogo di Terzago (località dell'odierna Calvagese della Riviera). In antichità vengono ricordati personaggi del calibro di Uberto da Terzago, già arciprete della chiesa di Monza, il quale nel 1196 venne eletto arcivescovo di Milano.
Nel 1232, Giacomo Terzaghi fu tra coloro che vennero eletti capitani del popolo di Milano in contrasto con Federico II del Sacro Romano Impero. A lui venne affidata una schiera di mille fanti come agli altri sei capitani nominati in contemporanea con lui. Nel 1241, sempre a Milano, venne fatto il nome del condottiero Anselmo Terzaghi, ed altri della medesima famiglia vennero annoverati nel consiglio ducale di Gian Galeazzo Visconti, primo duca di Milano.
Durante il periodo della dominazione spagnola di Milano, diversi membri della famiglia Terzaghi entrarono nel vicariato di provvisione. Fu in questo periodo che ottenne la nobilitazione Giovanni Battista, il quale ottenne il titolo di conte di Morazzone e Gornate Inferiore. Questi, nel 1647, decise di rispondere alla grida del governo spagnolo che metteva in vendita i diritti sulla comunità di Morazzone (che contava 55 "fuochi"), offrendosi in seguito di acquistare anche quello di Gornate Inferiore e le cascine ad esso annesse (6 fuochi) per aumentare la propria rendita feudale. L'acquisto venne formalizzato il 27 luglio 1647. Il titolo di conte venne confermato nel 1652 con decreto di re Filippo IV di Spagna. Il titolo venne elevato a marchesato nella persona di Uberto, con diploma di re Carlo II di Spagna del 30 novembre 1683, appoggiato al feudo di Gorla Maggiore con Prospiano.
I Terzaghi di Gorla ebbero invece maggiori ricchezze e ben più nota fortuna, con possedimenti nel milanese tra Bestazzo (frazione di Cisliano) e Robecco sul Naviglio, dove fecero costruire anche due residenze estive.
Nel corso della prima guerra d'indipendenza italiana, durante le cinque giornate di Milano, ebbe modo di distinguersi il patriota Giulio Terzaghi, il quale fece parte del governo provvisorio. La sorella minore di questi, Carlotta Terzaghi, ultima discendente della famiglia, fu filantropa e morì nubile il 12 agosto 1877.

## Albero genealogico della famiglia Terzaghi di Gorla
|                                                                               | | | |                                                                                        |                                                                                        |                                                                |                                  |                                  |                             |                                                        |                                                               |                                                                   |                                                                   |                           |                                                                     |                                                                     |                        |                                                                            |                                                                            |                                                                     |                                                                     |                                                          |                                                                             |                                                                             |                                                                          |                                                                          |                                                                  |                                                                  |
|                                                                               | | | |                                                                                        |                                                                                        |                                                                |                                  |                                  | Manfredo viv. 1431          |                                                        |                                                               |                                                                   |                                                                   |                           |                                                                     |                                                                     |                        |                                                                            |                                                                            |                                                                     |                                                                     |                                                          |                                                                             |                                                                             |                                                                          |                                                                          |                                                                  |                                                                  |
|                                                                               | | | |                                                                                        |                                                                                        |                                                                |                                  |                                  |                             |                                                        |                                                               |                                                                   |                                                                   |                           |                                                                     |                                                                     |                        |                                                                            |                                                                            |                                                                     |                                                                     |                                                          |                                                                             |                                                                             |                                                                          |                                                                          |                                                                  |                                                                  |
|                                                                               | | | |                                                                                        |                                                                                        |                                                                |                                  |                                  |                             |                                                        |                                                               |                                                                   |                                                                   |                           |                                                                     |                                                                     |                        |                                                                            |                                                                            |                                                                     |                                                                     |                                                          |                                                                             |                                                                             |                                                                          |                                                                          |                                                                  |                                                                  |
|                                                                               | | | |                                                                                        |                                                                                        |                                                                | Gabriele *? †? Caterina Crivelli | Gabriele *? †? Caterina Crivelli | Bernardino †1461 celibe     | Bernardino †1461 celibe                                | Giovanni Giacomo †1483 Giovanna Porro                         | Giovanni Giacomo †1483 Giovanna Porro                             |                                                                   |                           |                                                                     |                                                                     |                        |                                                                            |                                                                            |                                                                     |                                                                     |                                                          |                                                                             |                                                                             |                                                                          |                                                                          |                                                                  |                                                                  |
|                                                                               | | | |                                                                                        |                                                                                        |                                                                |                                  |                                  |                             |                                                        |                                                               |                                                                   |                                                                   |                           |                                                                     |                                                                     |                        |                                                                            |                                                                            |                                                                     |                                                                     |                                                          |                                                                             |                                                                             |                                                                          |                                                                          |                                                                  |                                                                  |
|                                                                               | | | |                                                                                        |                                                                                        |                                                                |                                  |                                  |                             |                                                        |                                                               |                                                                   |                                                                   |                           |                                                                     |                                                                     |                        |                                                                            |                                                                            |                                                                     |                                                                     |                                                          |                                                                             |                                                                             |                                                                          |                                                                          |                                                                  |                                                                  |
|                                                                               | | | |                                                                                        |                                                                                        |                                                                |                                  |                                  |                             |                                                        | Girolamo †1571 1.Caterina Biumi 2.Giovanna Francesca Visconti |                                                                   |                                                                   |                           |                                                                     |                                                                     |                        |                                                                            |                                                                            |                                                                     |                                                                     |                                                          |                                                                             |                                                                             |                                                                          |                                                                          |                                                                  |                                                                  |
|                                                                               | | | |                                                                                        |                                                                                        |                                                                |                                  |                                  |                             |                                                        |                                                               |                                                                   |                                                                   |                           |                                                                     |                                                                     |                        |                                                                            |                                                                            |                                                                     |                                                                     |                                                          |                                                                             |                                                                             |                                                                          |                                                                          |                                                                  |                                                                  |
|                                                                               | | | |                                                                                        |                                                                                        |                                                                |                                  |                                  |                             |                                                        |                                                               |                                                                   |                                                                   |                           |                                                                     |                                                                     |                        |                                                                            |                                                                            |                                                                     |                                                                     |                                                          |                                                                             |                                                                             |                                                                          |                                                                          |                                                                  |                                                                  |
|                                                                               | | | |                                                                                        |                                                                                        |                                                                |                                  | 2.Desideria Battista Birago      | 2.Desideria Battista Birago | 2.Giovanni Giacomo †1624 arciprete del duomo di Milano | 2.Giovanni Giacomo †1624 arciprete del duomo di Milano        | 2.Francesco Bernardino †1624 1.Lucia Magni 2.Lucrezia Castiglioni | 2.Francesco Bernardino †1624 1.Lucia Magni 2.Lucrezia Castiglioni | 2.Alessandro *? †?        | 2.Alessandro *? †?                                                  |                                                                     |                        |                                                                            |                                                                            |                                                                     |                                                                     |                                                          |                                                                             |                                                                             |                                                                          |                                                                          |                                                                  |                                                                  |
|                                                                               | | | |                                                                                        |                                                                                        |                                                                |                                  |                                  |                             |                                                        |                                                               |                                                                   |                                                                   |                           |                                                                     |                                                                     |                        |                                                                            |                                                                            |                                                                     |                                                                     |                                                          |                                                                             |                                                                             |                                                                          |                                                                          |                                                                  |                                                                  |
|                                                                               | | | |                                                                                        |                                                                                        |                                                                |                                  |                                  |                             |                                                        |                                                               |                                                                   |                                                                   |                           |                                                                     |                                                                     |                        |                                                                            |                                                                            |                                                                     |                                                                     |                                                          |                                                                             |                                                                             |                                                                          |                                                                          |                                                                  |                                                                  |
|                                                                               | | 1.Carlo Giovanni, I marchese di Gorla Maggiore e Minore *1602 †1667 canonico di Santa Maria alla Scala | 1.Carlo Giovanni, I marchese di Gorla Maggiore e Minore *1602 †1667 canonico di Santa Maria alla Scala | TERZAGHI DI GORLA MINORE 1.Francesco, II marchese di Gorla Minore *? †? Maria Visconti | TERZAGHI DI GORLA MINORE 1.Francesco, II marchese di Gorla Minore *? †? Maria Visconti |                                                                |                                  |                                  |                             |                                                        |                                                               |                                                                   |                                                                   |                           | 1.Uberto *? †? Beatrice Suarez de Ovalle TERZAGHI DI GORLA MAGGIORE | 1.Uberto *? †? Beatrice Suarez de Ovalle TERZAGHI DI GORLA MAGGIORE | 1.Lucia *? †?          | 1.Lucia *? †?                                                              | 1.Caterina *? †?                                                           | 1.Caterina *? †?                                                    | 1.Antonia Gabriella *? †?                                           | 1.Antonia Gabriella *? †?                                | 1.Francesca Marianna *? †?                                                  | 1.Francesca Marianna *? †?                                                  |                                                                          |                                                                          |                                                                  |                                                                  |
|                                                                               | | | |                                                                                        |                                                                                        |                                                                |                                  |                                  |                             |                                                        |                                                               |                                                                   |                                                                   |                           |                                                                     |                                                                     |                        |                                                                            |                                                                            |                                                                     |                                                                     |                                                          |                                                                             |                                                                             |                                                                          |                                                                          |                                                                  |                                                                  |
|                                                                               | | | |                                                                                        |                                                                                        |                                                                |                                  |                                  |                             |                                                        |                                                               |                                                                   |                                                                   |                           |                                                                     |                                                                     |                        |                                                                            |                                                                            |                                                                     |                                                                     |                                                          |                                                                             |                                                                             |                                                                          |                                                                          |                                                                  |                                                                  |
| Carlo Ettore, III marchese di Gorla Minore †1708 canonico del duomo di Milano | Carlo Ettore, III marchese di Gorla Minore †1708 canonico del duomo di Milano                      | Giacomo *? †? canonico di Santa Maria alla Scala                                                       | Giacomo *? †? canonico di Santa Maria alla Scala                                                       | Francesco Bernardino, IV marchese di Gorla Minore *? †? Onoria Maria Brondolo          | Francesco Bernardino, IV marchese di Gorla Minore *? †? Onoria Maria Brondolo          | Alberto †1727 Isabella Crevenna                                | Alberto †1727 Isabella Crevenna  | Luigi *? †?                      | Luigi *? †?                 | Giovanna Maria *? †? Camillo Orrigoni                  | Giovanna Maria *? †? Camillo Orrigoni                         | Carlo Federico †1673 Canonico del duomo di Milano                 | Carlo Federico †1673 Canonico del duomo di Milano                 | Giovanni Giacomo *1645 †? | Giovanni Giacomo *1645 †?                                           | Uberto *1648 †?                                                     | Uberto *1648 †?        | Gaspare, II marchese di Gorla Maggiore *? †? Abate di Santa Maria in Brera | Gaspare, II marchese di Gorla Maggiore *? †? Abate di Santa Maria in Brera | Alessandro, III marchese di Gorla Maggiore †1680 Giulia Omati       | Alessandro, III marchese di Gorla Maggiore †1680 Giulia Omati       |                                                          |                                                                             |                                                                             |                                                                          |                                                                          |                                                                  |                                                                  |
|                                                                               | | | |                                                                                        |                                                                                        |                                                                |                                  |                                  |                             |                                                        |                                                               |                                                                   |                                                                   |                           |                                                                     |                                                                     |                        |                                                                            |                                                                            |                                                                     |                                                                     |                                                          |                                                                             |                                                                             |                                                                          |                                                                          |                                                                  |                                                                  |
|                                                                               | | | |                                                                                        |                                                                                        |                                                                |                                  |                                  |                             |                                                        |                                                               |                                                                   |                                                                   |                           |                                                                     |                                                                     |                        |                                                                            |                                                                            |                                                                     |                                                                     |                                                          |                                                                             |                                                                             |                                                                          |                                                                          |                                                                  |                                                                  |
|                                                                               | Francesco Maria, V marchese di Gorla Minore *1683 †1732 1.Emmanuela Araciel 2.Clementina Recalcati | Francesco Maria, V marchese di Gorla Minore *1683 †1732 1.Emmanuela Araciel 2.Clementina Recalcati     | Carlo † infante                                                                                        | Carlo † infante                                                                        | Carlo Ettore, VI marchese di Gorla Minore †1772 Elena Visconti                         | Carlo Ettore, VI marchese di Gorla Minore †1772 Elena Visconti | Gaspare †1750 sacerdote          | Gaspare †1750 sacerdote          |                             |                                                        |                                                               |                                                                   |                                                                   |                           |                                                                     |                                                                     |                        |                                                                            |                                                                            | Uberto, IV marchese di Gorla Maggiore *1670 †1726 Isabella Orrigoni | Uberto, IV marchese di Gorla Maggiore *1670 †1726 Isabella Orrigoni |                                                          |                                                                             |                                                                             |                                                                          |                                                                          |                                                                  |                                                                  |
|                                                                               | | | |                                                                                        |                                                                                        |                                                                |                                  |                                  |                             |                                                        |                                                               |                                                                   |                                                                   |                           |                                                                     |                                                                     |                        |                                                                            |                                                                            |                                                                     |                                                                     |                                                          |                                                                             |                                                                             |                                                                          |                                                                          |                                                                  |                                                                  |
|                                                                               | | | |                                                                                        |                                                                                        |                                                                |                                  |                                  |                             |                                                        |                                                               |                                                                   |                                                                   |                           |                                                                     |                                                                     |                        |                                                                            |                                                                            |                                                                     |                                                                     |                                                          |                                                                             |                                                                             |                                                                          |                                                                          |                                                                  |                                                                  |
|                                                                               | Maria Teresa *1746 †1806 Carlo Durini                                                              | Maria Teresa *1746 †1806 Carlo Durini                                                                  | |                                                                                        |                                                                                        |                                                                |                                  |                                  |                             |                                                        |                                                               |                                                                   | Giulia *1707 †? Monaca                                            | Giulia *1707 †? Monaca    | Margherita *1708 †1717                                              | Margherita *1708 †1717                                              | Alessandro *1718 †1719 | Alessandro *1718 †1719                                                     | Teresa *? †? Monaca                                                        | Teresa *? †? Monaca                                                 | Anna *? †? Monaca                                                   | Anna *? †? Monaca                                        | Alessandro, V marchese di Gorla Maggiore e Minore †1779 Claudia Marzorati   | Alessandro, V marchese di Gorla Maggiore e Minore †1779 Claudia Marzorati   | Francesco *? †? Sacerdote somasco                                        | Francesco *? †? Sacerdote somasco                                        | Innocenzo *? †? Sacerdote barnabita                              | Innocenzo *? †? Sacerdote barnabita                              |
|                                                                               | | | |                                                                                        |                                                                                        |                                                                |                                  |                                  |                             |                                                        |                                                               |                                                                   |                                                                   |                           |                                                                     |                                                                     |                        |                                                                            |                                                                            |                                                                     |                                                                     |                                                          |                                                                             |                                                                             |                                                                          |                                                                          |                                                                  |                                                                  |
|                                                                               | | | |                                                                                        |                                                                                        |                                                                |                                  |                                  |                             |                                                        |                                                               |                                                                   |                                                                   |                           |                                                                     |                                                                     |                        |                                                                            |                                                                            |                                                                     |                                                                     |                                                          |                                                                             |                                                                             |                                                                          |                                                                          |                                                                  |                                                                  |
|                                                                               | | | |                                                                                        |                                                                                        |                                                                |                                  |                                  |                             |                                                        |                                                               |                                                                   |                                                                   |                           |                                                                     |                                                                     |                        |                                                                            |                                                                            |                                                                     | Anna *1748 †1831 Luigi Caroelli, II marchese di Nibbiola            | Anna *1748 †1831 Luigi Caroelli, II marchese di Nibbiola | Carlo, VI marchese di Gorla Maggiore e Minore *1748 †1779 Maddalena Dugnani | Carlo, VI marchese di Gorla Maggiore e Minore *1748 †1779 Maddalena Dugnani | Maria *? †?                                                              | Maria *? †?                                                              |                                                                  |                                                                  |
|                                                                               | | | |                                                                                        |                                                                                        |                                                                |                                  |                                  |                             |                                                        |                                                               |                                                                   |                                                                   |                           |                                                                     |                                                                     |                        |                                                                            |                                                                            |                                                                     |                                                                     |                                                          |                                                                             |                                                                             |                                                                          |                                                                          |                                                                  |                                                                  |
|                                                                               | | | |                                                                                        |                                                                                        |                                                                |                                  |                                  |                             |                                                        |                                                               |                                                                   |                                                                   |                           |                                                                     |                                                                     |                        |                                                                            |                                                                            |                                                                     |                                                                     |                                                          |                                                                             |                                                                             |                                                                          |                                                                          |                                                                  |                                                                  |
|                                                                               | | | |                                                                                        |                                                                                        |                                                                |                                  |                                  |                             |                                                        |                                                               |                                                                   |                                                                   |                           |                                                                     |                                                                     |                        |                                                                            |                                                                            |                                                                     | Alberto † infante                                                   | Alberto † infante                                        | Alessandro, VII marchese di Gorla Maggiore e Minore *1777 †1850 celibe      | Alessandro, VII marchese di Gorla Maggiore e Minore *1777 †1850 celibe      | Carlo, VIII marchese di Gorla Maggiore e Minore †1867 Antonia Carcassola | Carlo, VIII marchese di Gorla Maggiore e Minore †1867 Antonia Carcassola |                                                                  |                                                                  |
|                                                                               | | | |                                                                                        |                                                                                        |                                                                |                                  |                                  |                             |                                                        |                                                               |                                                                   |                                                                   |                           |                                                                     |                                                                     |                        |                                                                            |                                                                            |                                                                     |                                                                     |                                                          |                                                                             |                                                                             |                                                                          |                                                                          |                                                                  |                                                                  |
|                                                                               | | | |                                                                                        |                                                                                        |                                                                |                                  |                                  |                             |                                                        |                                                               |                                                                   |                                                                   |                           |                                                                     |                                                                     |                        |                                                                            |                                                                            |                                                                     |                                                                     |                                                          |                                                                             |                                                                             |                                                                          |                                                                          |                                                                  |                                                                  |
|                                                                               | | | |                                                                                        |                                                                                        |                                                                |                                  |                                  |                             |                                                        |                                                               |                                                                   |                                                                   |                           |                                                                     |                                                                     |                        |                                                                            |                                                                            |                                                                     |                                                                     |                                                          | Giulio, marchese di Solbiate Olona *1812 †1864 Carolina Greppi              | Giulio, marchese di Solbiate Olona *1812 †1864 Carolina Greppi              | Carlotta *1813 †1881 nubile                                              | Carlotta *1813 †1881 nubile                                              | Luigi, IX marchese di Gorla Maggiore e Minore *1816 †1871 celibe | Luigi, IX marchese di Gorla Maggiore e Minore *1816 †1871 celibe |

## Albero genealogico della famiglia Terzaghi di Morazzone
|                                                                                 |                                                                                 |                                                                                              |                                    |                                                                  |                                                                  |
|                                                                                 |                                                                                 | Giambattista, I conte di Morazzone e Gornate Inferiore viv. 1657                             |                                    |                                                                  |                                                                  |
|                                                                                 |                                                                                 |                                                                                              |                                    |                                                                  |                                                                  |
|                                                                                 |                                                                                 |                                                                                              |                                    |                                                                  |                                                                  |
|                                                                                 |                                                                                 | Girolamo, II conte di Morazzone e I marchese di Gornate Inferiore Angiola Maria Magni        |                                    |                                                                  |                                                                  |
|                                                                                 |                                                                                 |                                                                                              |                                    |                                                                  |                                                                  |
|                                                                                 |                                                                                 |                                                                                              |                                    |                                                                  |                                                                  |
|                                                                                 |                                                                                 | Teodoro, II marchese di Morazzone e Gornate Inferiore †1723 Caterina Visconti di Cassano     |                                    |                                                                  |                                                                  |
|                                                                                 |                                                                                 |                                                                                              |                                    |                                                                  |                                                                  |
|                                                                                 |                                                                                 |                                                                                              |                                    |                                                                  |                                                                  |
|                                                                                 |                                                                                 | Girolamo Francesco, III marchese di Morazzone e Gornate Inferiore *1697 †1729 Giovanna Porro |                                    |                                                                  |                                                                  |
|                                                                                 |                                                                                 |                                                                                              |                                    |                                                                  |                                                                  |
|                                                                                 |                                                                                 |                                                                                              |                                    |                                                                  |                                                                  |
| Teodoro, IV marchese di Morazzone e Gornate Inferiore *1718 †? Francesca Garzia | Teodoro, IV marchese di Morazzone e Gornate Inferiore *1718 †? Francesca Garzia | Marianna Caterina Ottavia *1720 †?                                                           | Marianna Caterina Ottavia *1720 †? | Marianna Antonia Giuseppa *1721 †1778 Giovanni Battista Raimondi | Marianna Antonia Giuseppa *1721 †1778 Giovanni Battista Raimondi |
|                                                                                 |                                                                                 |                                                                                              |                                    |                                                                  |                                                                  |
|                                                                                 |                                                                                 |                                                                                              |                                    |                                                                  |                                                                  |
| ...                                                                             |                                                                                 |                                                                                              |                                    |                                                                  |                                                                  |